# Shoreview
Shoreview é uma cidade localizada no estado americano de Minnesota, no Condado de Ramsey.

## Demografia
Segundo o censo americano de 2000, a sua população era de 25.924 habitantes.
Em 2006, foi estimada uma população de 26.726, um aumento de 802 (3.1%).

## Geografia
De acordo com o United States Census Bureau tem uma área de
33,0 km², dos quais 29,0 km² cobertos por terra e 4,0 km² cobertos por água.

## Localidades na vizinhança
O diagrama seguinte representa as localidades num raio de 8 km ao redor de Shoreview.